# 罗卡塞卡代沃尔希
罗卡塞卡代沃尔希（義大利語：Roccasecca dei Volsci），是意大利拉蒂纳省的一个市镇。总面积23.62平方公里，人口1173人，人口密度49.7人/平方公里（2009年）。ISTAT代码为059023。